# Рапша (Албанија)
Рапша (алб. Rrapshë) је насељено место у општини Велика Малесија у округу Скадар, Албанија. Према попису из 1989. године било је 642 становника.
Рапша су једно од насеља малисорског племена Хоти. Српски етнолог Андрија Јовићевић, 1923. године наводи да Рапша има 30 кућа.